# Siège du château de Shika
Le siège du château de Shika, qui dure de 1546 à 1547, est une des nombreuses actions militaires menées par Takeda Shingen au cours de sa campagne pour prendre le contrôle de la province japonaise de Shinano. Après avoir défait Uesugi Norimasa à la bataille d'Odaihara, Shingen se sert des 300 têtes tranchées obtenues à cette bataille pour intimider la garnison de Shika. Il expose les têtes en évidence à l'extérieur du château assiégé jusqu'à ce que Kasahara Kiyoshige se rende.

## Source de la traduction
- (en) Cet article est partiellement ou en totalité issu de l’article de Wikipédia en anglais intitulé « Siege of Shika Castle » (voir la liste des auteurs).